# 彼得·斯洛特戴克
彼得·斯洛特戴克（德語：[ˈsloːtɐˌdaɪk]，1947年6月26日—）是一位德国哲学家和文化理论家，主要作品有《资本的内部：全球化的哲学理论》（Im Weltinnenraum des Kapitals: Zu einer philosophischen Geschichte der terrestrischen Globalisierung）等。